# Robert Żbikowski
Robert Żbikowski ps. „Żbik" (ur. 15 czerwca 1967 w Warszawie) – polski malarz, projektant wnętrz, nauczyciel, aktywista, kurator wystaw.
Jest artystą wizualnym, mieszka i tworzy na Mazowszu. Sztuka Roberta Żbikowskiego to syntetyczny obraz świata materii z elementami architektonicznymi, wyprowadzony z prostej, matematycznej reguły. Matematyczny ideał jest uniwersalnym językiem dotykającym tajemnicy sfery metafizycznej, wynikającym z przebytej drogi naukowej refleksji. Twórczość artysty stanowi swoistą medytację nad równowagą między harmonią a chaosem, w której naturalne barwy, swobodne kompozycje oraz ponadczasowe koncepcje łączą się, tworząc niepowtarzalny i osobisty język wizualny, zapraszający widza do głębszej kontemplacji. Swoje zainteresowania twórcze rozwija w cyklach i kolekcjach prac, takich jak: Forma Droga, Alfabet, Katedry i Elementy, Przestrzeń.

## Kariera artystyczna
W 1994 roku ukończył z wyróżnieniem Akademię Sztuk Pięknych w Warszawie, w pracowni malarstwa profesora Zbigniewa Gostomskiego oraz w pracowni tkaniny klasycznej profesora Marka Dzienkiewicza. Jego praca dyplomowa poruszała temat budowy obrazu koncentrując się na problemie rozmieszczenia ciężarów na płaszczyźnie oraz ich odbiorze i rozumieniu przez widza. Wyróżniony w 1994 roku, otrzymał nagrodę w postaci wystawy w Domu Artysty Plastyka na ul. Mazowieckiej w Warszawie. W latach 1993–1994 roku był stypendystą Ministra Kultury i Sztuki
W 2019 obronił pracę doktorską zatytułowaną „Wędrowiec - w poszukiwaniu harmonii obrazu” na Uniwersytecie Jana Kochanowskiego w Kielcach pod kierunkiem profesora Ryszarda Ługowskiego.
Od 1995 jest organizatorem corocznych plenerów artystycznych w Gołyminie Nowym.
Od 2016 roku jest Dyrektorem Artystycznym Galerii Sztuki na Prostej w Jabłonnie. Kuratorem artystycznym ponad 50 wystaw. 
Od 2017-2024 roku był Prezesem Mazowieckiego Związku Artystów Sztuk Pięknych z siedzibą w Ciechanowie. 
Od 2017 roku zasiada w jury "Ogólnopolski Konkurs Plastyczny "Dzieła Aleksandra Fredry w malarstwie i rysunku"
Od 2020 roku związany z Niepubliczną Szkołą Podstawową i Liceum Ogólnokształcącym Sapere Aude
W 2020 r. razem  z Agatą Malczyk jest współautorem książki pt. "Porozmawiajmy o sztuce, Let's Talk about Art "
Od 2022 roku jest Dyrektorem Artystycznym Galerii Sztuki Wystawa.
Od 2023 roku jest członkiem Zarządu Towarzystwa Przyjaciół Akademii Sztuk Pięknych w Warszawie (kadencja 2023–2026)
Plenery Organizowane w Gołyminie 1995-2021 - Prezentacje prac dla zwiedzających

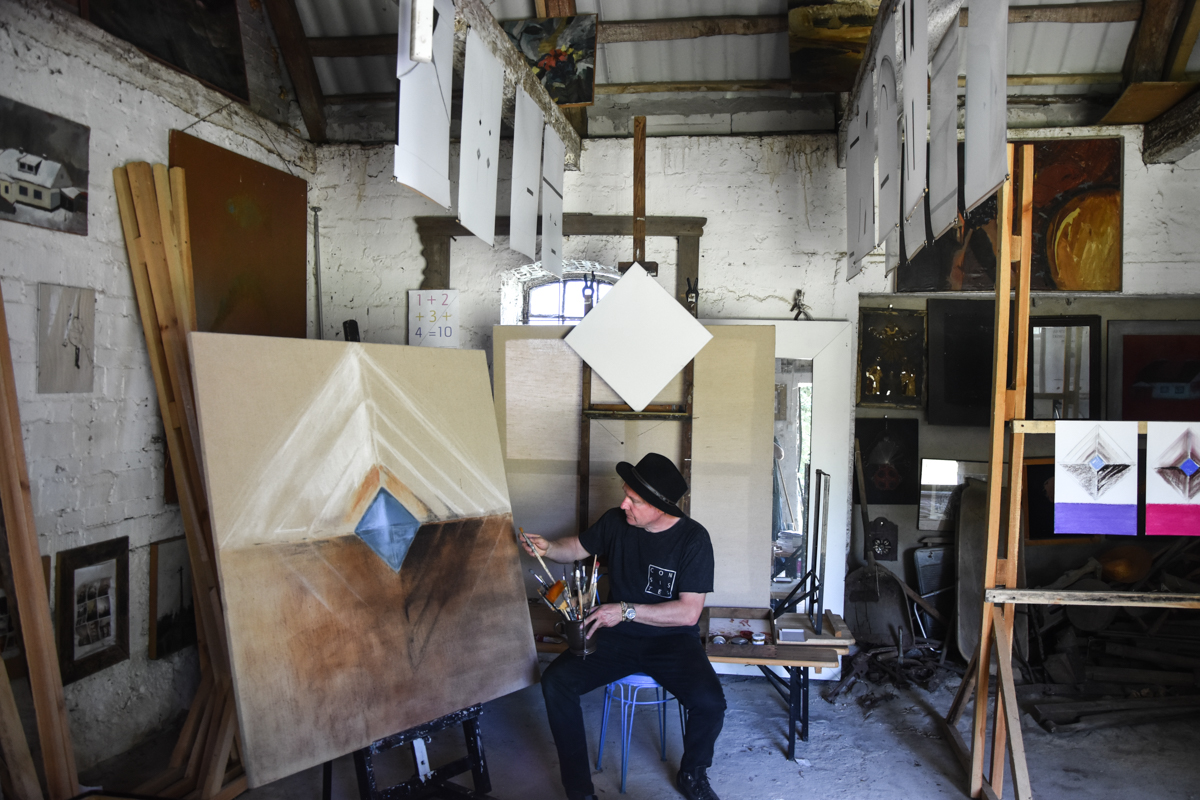
Artysta w swojej pracowni

Swoje prace prezentował na 20 wystawach indywidualnych i ponad 30 zbiorowych w galeriach i muzeach, a jego obrazy są w stałych kolekcjach w kraju i zagranicą: w Galerii Biegasa w Ciechanowie (PL) dwie prace, w Muzeum Romantyzmu w Opinogórze (PL) – trzy prace, w Europejskim Centrum Artystycznym im. Fryderyka Chopina w Sannikach (PL) – trzy praceÜniversitemiz Güzel Sanatlar Fakültesi Dekanligi (TUR) trzy prace oraz Museo Comunale Palazzo Caccia Sant’Oreste - Roma (ITA) trzy prace.

## Wystawy

### Wystawy indywidualne krajowe
- 1995- Galeria DAP za najlepszy dyplom ASP w 1994, Warszawa
- 1996- Galeria Urzędu Gminy Śródmieście Warszawa
- 1996- IKEA, Janki
- 1998- Galeria Mandragora, Żoliborz Warszawa
- 2002- Bal Galeria, Żoliborz Warszawa
- 2005- Stała ekspozycja, Galeria Autorska Gołymin
- 2014- Galeria Projektantów, Warszawa[19]
- 2015- Galeria Jabłonna
- 2015 - Galeria TRAKT, Sochaczew[20]
- 2016- Galeria Sztuki Ratusz, Legionowo[21][22]
- 2017- Galeria Oranżeria, Jabłonna
- 2017- Galeria Projektantów, Warszawa
- 2017 – Galeria Łącznik, Nowy Dwór Mazowiecki
- 2017- Galeria Biegasa, Ciechanów
- 2017- Galeria Sztuki na Prostej, Jabłonna[23]
- 2017- Galeria Jabłonna
- 2017- Galeria Estrady 112, Warszawa[24]
- 2020- Galeria Sztuki na Prostej, Jabłonna[25][26][27]
- 2022-Galeria Sztuki na Prostej[28]
- 2022-WARSZAWA KOREKTA[29]
- 2022-Galeria Sztuki Wystawa[30]
- 2024-CARL HANSEN & SØN[31]
- 2024-WARSZAWSKIE TARGI SZTUKI[32][33]
- 2024-GALERIA SZTUKI WYSTAWA[34]

### Wystawy indywidualne zagraniczne
- 2002- Kuala Lumpur, The Designer Pictures (MY)
- 2005- Delft, Galerie De Sigarenfabriek (NL)
- 2017- Golden Key, Antalya (TR)

### Ważniejsze wystawy zbiorowe
- 1993 - Fundacja Kultury Polskiej Galeria Most, Warszawa
- 1994 - Warszawski Ośrodek Kultury, Warszawa
- 1995 - Triennale tkaniny, Łódź
- 1995 - BWA Ciechanów Wystawa poplenerowa, Ciechanów
- 1995 - Pracownia Tkaniny Doc. Marka Dzienkiewicza, ASP Warszawa
- 1995 - Warszawski Miesiąc Malarstwa DAP, Warszawa
- 1995 - Promocja Młodych, Legnica
- 1998 - Ost Blicke, Düsseldorf
- 2013 - Galeria Projektantów, Praga Warszawa[35]
- 2016 - Się Dotykamy, Centrum Łowicka, Warszawa[36]
- 2016 - wystawa grupy Jutrzenka, Pasłęk[37]
- 2017 - Pentagram, Urząd Wojewódzki w Warszawie[38]
- 2017 - Galleria Vittoria, Rzym[39]
- 2018 - Wystawa grupy Jutrzenka - Teatr Grudziądz[40]
- 2018 -  „Mazowsze zainspirowane sztuką”, Ciechanów[41][42]
- 2019 - Kawiarnia Artystyczna Powiatowego Centrum Kultury i Sztuki w Ciechanowie[43]
- 2016 - Nowodworski Ośrodek Kultury, Nowy Dwór Mazowiecki[44]
- 2017 - Nowodworski Ośrodek Kultury, Nowy Dwór Mazowiecki[45]
- 2019 - wystawa w Galerii „Własna Strzecha” Towarzystwa Przyjaciół Sztuk Pięknych, Lwów[46][47]
- 2020 - Galeria Oranżeria, Sztuka w czasach zarazy, Pałac w Jabłonnie[48]
- 2020- Galeria XXI, Re-animacje / online, Galeria XXI, Warszawa[49]
- 2021- Ely Center of Contemporary Art, USA[50]
- 2021- Europejskie Centrum Artystyczne im. Fryderyka Chopina w Sannikach[51]
- 2021 - USA[52]
- 2022 - WARSZAWA KOREKTA[53]
- 2022 - Warszawskie Targi Sztuk[54]
- 2023 - Muzeum Romantyzmu[55]
- 2023 - ARTSHOW[56]
- 2023 - WTS[57]
- 2024 - GALERIA KOREKTA[58]